# Campionati mondiali di nuoto in vasca corta 2024 - Staffetta 4x200 metri stile libero maschile
La gara della staffetta 4x200 metri stile libero maschile dei campionati mondiali di nuoto in vasca corta 2024 si è svolta il 13 dicembre 2024 presso la Duna Aréna di Budapest.

## Podio
| Pos.    | Nazione     | Atleta                                                                                              |
| ------- | ----------- | --------------------------------------------------------------------------------------------------- |
| Oro     | Stati Uniti | Luke Hobson Carson Foster Shaine Casas Kieran Smith Trenton Julian Daniel Matheson                  |
| Argento | Australia   | Maximillian Giuliani Edward Sommerville Harrison Turner Elijah Winnington David Schlicht            |
| Bronzo  | Italia      | Filippo Megli Manuel Frigo Carlos D'Ambrosio Alberto Razzetti Davide Dalla Costa Alessandro Ragaini |

## Record
Prima della manifestazione il record del mondo (RM) e il record dei campionati (RC) erano i seguenti.
|  | 6'44"12 | Stati Uniti | 16 dicembre 2022 Melbourne |
|  | 6'44"12 | Stati Uniti | 16 dicembre 2022 Melbourne |

Durante la competizione è stato migliorato il seguente record:
|  | 6'40"51 | Stati Uniti |

## Programma
| Data             | Ora   | Turno    |
| ---------------- | ----- | -------- |
| 13 dicembre 2024 | 10:38 | Batterie |
| 13 dicembre 2024 | 19:36 | Finale   |

## Risultati

### Batterie
| Pos. | Batteria | Corsia | Nazione     | Atleta | Tempo   | Note  |
| ---- | -------- | ------ | ----------- | --- | ------- | ----- |
| 1    | 2        | 4      | Stati Uniti | Shaine Casas (1'40"88) Trenton Julian (1'42"39) Daniel Matheson (1'45"53) Kieran Smith (1'42"89)             | 6'51"69 | Q     |
| 2    | 2        | 5      | Australia   | Elijah Winnington (1'43"29) David Schlicht (1'45"17) Harrison Turner (1'43"03) Edward Sommerville (1'42"01)  | 6'53"50 | Q     |
| 3    | 1        | 5      | Italia      | Filippo Megli (1'42"95) Manuel Frigo (1'42"86) Davide Dalla Costa (1'43"89) Alessandro Ragaini (1'44"19)     | 6'53"89 | Q     |
| 4    | 1        | 4      | Cina        | Tao Guannan (1'43"74) Xu Yizhou (1'43"04) Liu Wudi (1'43"98) He Yubo (1'45"20)                               | 6'55"96 | Q     |
| 5    | 2        | 2      | Spagna      | Luis Domínguez (1'43"39) Miguel Pérez-Godoy (1'44"13) Nacho Campos (1'44"35) Sergio de Celis (1'44"17)       | 6'56"04 | Q     |
| 6    | 2        | 3      | Germania    | Rafael Miroslaw (1'43"57) Florian Wellbrock (1'44"48) Timo Sorgius (1'43"89) Cedric Büssing (1'45"24)        | 6'57"18 | Q     |
| 7    | 2        | 8      | NAB         | Dmitrii Zhavoronkov (1'44"12) Savelii Luzin (1'45"19) Aleksei Sudarev (1'44"23) Il'ja Borodin (1'44"05)      | 6'57"59 | Q     |
| 8    | 1        | 2      | Canada      | Tristan Jankovics (1'44"21) Alexander Axon (1'43"43) Blake Tierney (1'44"48) Timothé Barbeau (1'45"66)       | 6'57"78 | Q Rit |
| 9    | 1        | 3      | Giappone    | Tatsuya Murasa (1'43"75) Kazushi Imafuku (1'47"34) Kaito Tabuchi (1'45"47) Daiki Yanagawa (1'44"67)          | 7'01"23 | Q     |
| 10   | 1        | 6      | Ungheria    | Attila Kovács (1'45"32) Balázs Holló (1'45"72) Richárd Márton (1'44"23) Olivér Pápai (1'46"29)               | 7'01"56 |       |
| 11   | 2        | 7      | Malaysia    | Khiew Hoe Yean (1'45"39) Lim Yin Chuen (1'45"72) Muhd Dhuha Bin Zulfikry (1'45"89) Terence Ng (1'46"62)      | 7'03"62 |       |
| 12   | 1        | 7      | Slovacchia  | Jakub Poliačik (1'45"48) Matej Martinovič (1'46"13) Martin Perečinský (1'47"97) František Jablčník (1'46"75) | 7'06"33 |       |
| 13   | 1        | 1      | Rep. Ceca   | Jakub Bursa (1'46"85) Miroslav Knedla (1'48"92) Jan Čejka (1'46"79) Ondřej Gemov (1'43"86)                   | 7'06"42 |       |
| 14   | 2        | 1      | Hong Kong   | He Shing Ip (1'48"93) Wang Yi Shun (1'50"71) Adam Chillingworth (1'51"75) Hayden Kwan (1'47"33)              | 7'18"72 |       |

### Finale
| Pos.    | Corsia | Nazione     | Atleta | Tempo   | Note |
| ------- | ------ | ----------- | --- | ------- | ---- |
| Oro     | 4      | Stati Uniti | Luke Hobson (1'38"91) Carson Foster (1'40"77) Shaine Casas (1'40"34) Kieran Smith (1'40"49)                       | 6'40"51 |      |
| Argento | 5      | Australia   | Maximillian Giuliani (1'40"73) Edward Sommerville (1'41"03) Harrison Turner (1'42"21) Elijah Winnington (1'41"57) | 6'45"54 |      |
| Bronzo  | 3      | Italia      | Filippo Megli (1'42"26) Manuel Frigo (1'42"15) Carlos D'Ambrosio (1'41"48) Alberto Razzetti (1'41"62)             | 6'47"51 |      |
| 4       | 7      | Germania    | Rafael Miroslaw (1'41"25) Kaii Winkler (1'42"32) Timo Sorgius (1'41"87) Florian Wellbrock (1'44"99)               | 6'50"43 |      |
| 5       | 2      | Spagna      | Luis Domínguez (1'43"17) Miguel Pérez-Godoy (1'42"66) Nacho Campos (1'43"84) Sergio de Celis (1'43"07)            | 6'52"74 |      |
| 6       | 1      | NAB         | Dmitrii Zhavoronkov (1'44"50) Aleksandr Shchegolev (1'42"96) Aleksei Sudarev (1'44"14) Roman Akimov (1'42"29)     | 6'53"89 |      |
| 7       | 6      | Cina        | Tao Guannan (1'42"76) Xu Yizhou (1'43"46) Liu Wudi (1'43"49) He Yubo (1'44"85)                                    | 6'54"56 |      |
| 8       | 8      | Giappone    | Tatsuya Murasa (1'43"04) Kazushi Imafuku (1'48"56) Kaito Tabuchi (1'48"82) Daiki Yanagawa (1'47"48)               | 7'07"90 |      |